# Przedroślę
Przedroślę – skała w Dolinie Kluczwody na Wyżynie Olkuskiej, w miejscowości Wielka Wieś, w województwie małopolskim, w powiecie krakowskim, w gminie Wielka Wieś. Znajduje się w dolnej części tej doliny, w zboczu nad lewym brzegiem potoku Wierzchówka. Zbudowana jest z wapieni pochodzących z jury późnej.
Przedroślę to niewielka skała znajdująca się po prawej stronie (patrząc od dołu) dużo większej Leśnej Baszty. Oddziela je płytki wąwóz będący boczną odnogą Doliny Kluczowdy. Obydwie skały znajdują się w lesie, zaraz powyżej zabudowań na dnie doliny. Na obydwu skałach uprawiana jest wspinaczka skalna. Przedroślę ma pionowe ściany o wysokości do 6 m. Są na nich 3 drogi wspinaczkowe o trudnościach od VI.1 do VI.3 w skali Kurtyki. Wszystkie drogi mają zamontowane stałe punkty asekuracyjne: ringi (r) i ring zjazdowy (rz).

## Drogi wspinaczkowe

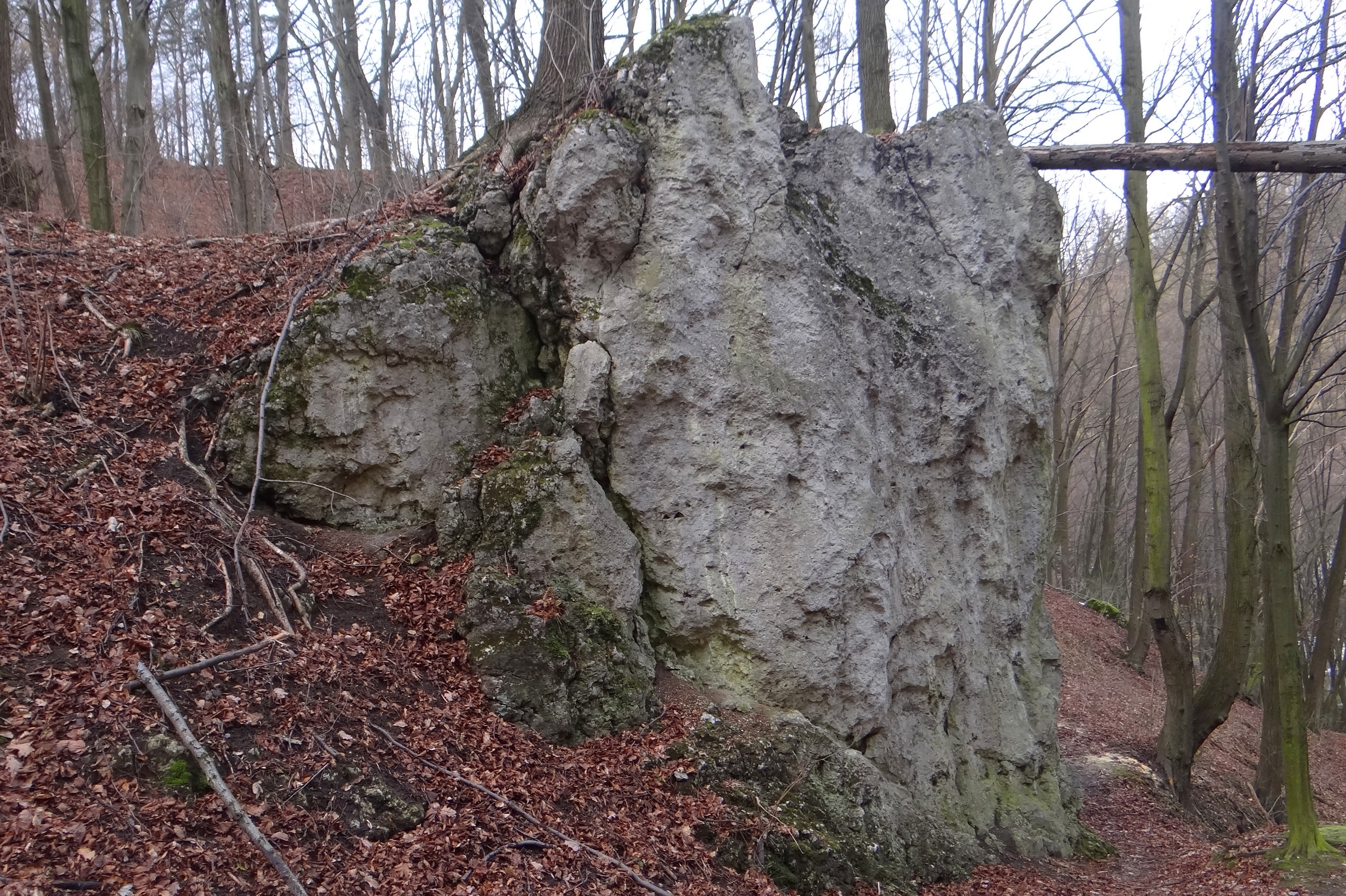
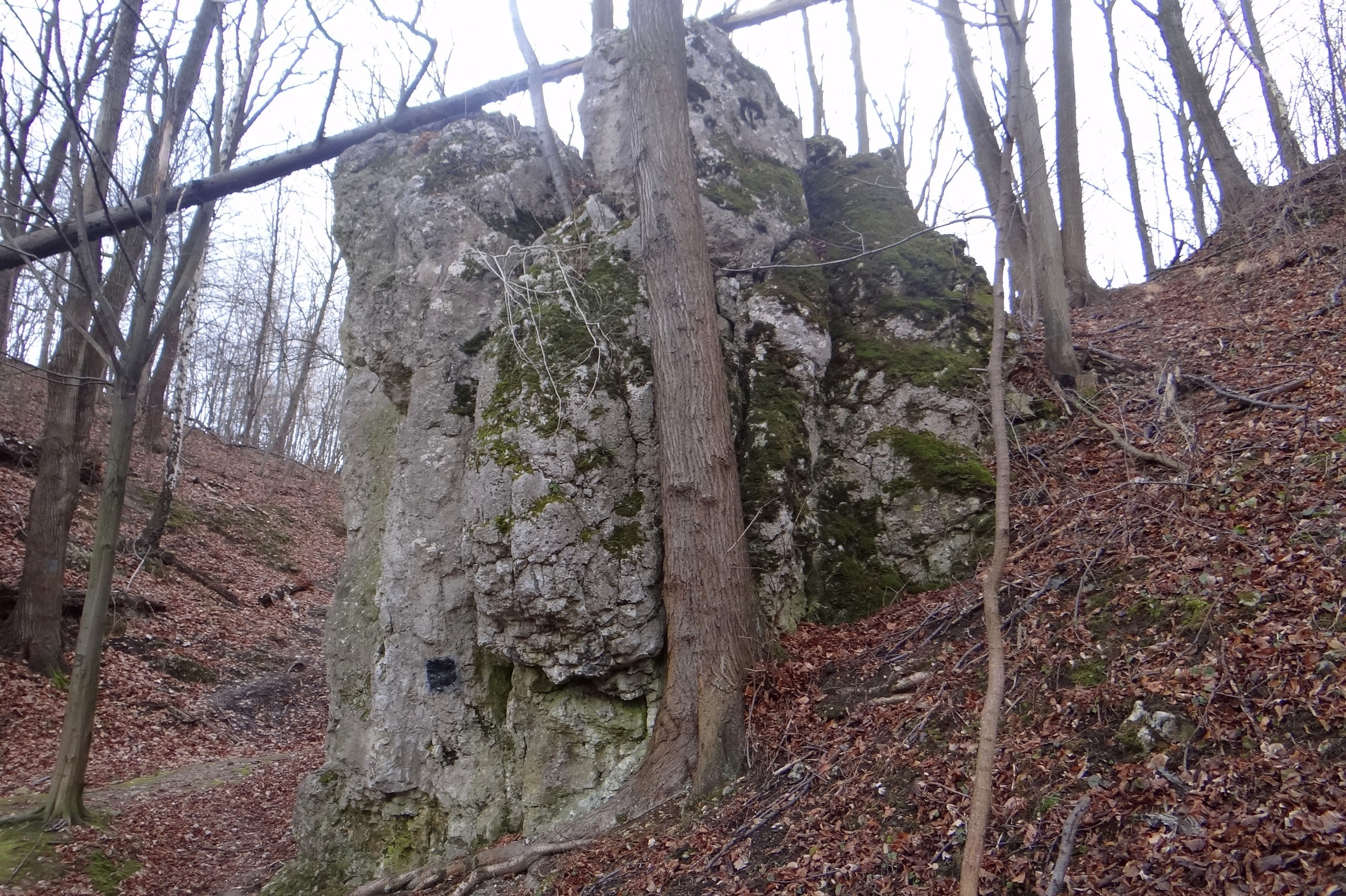
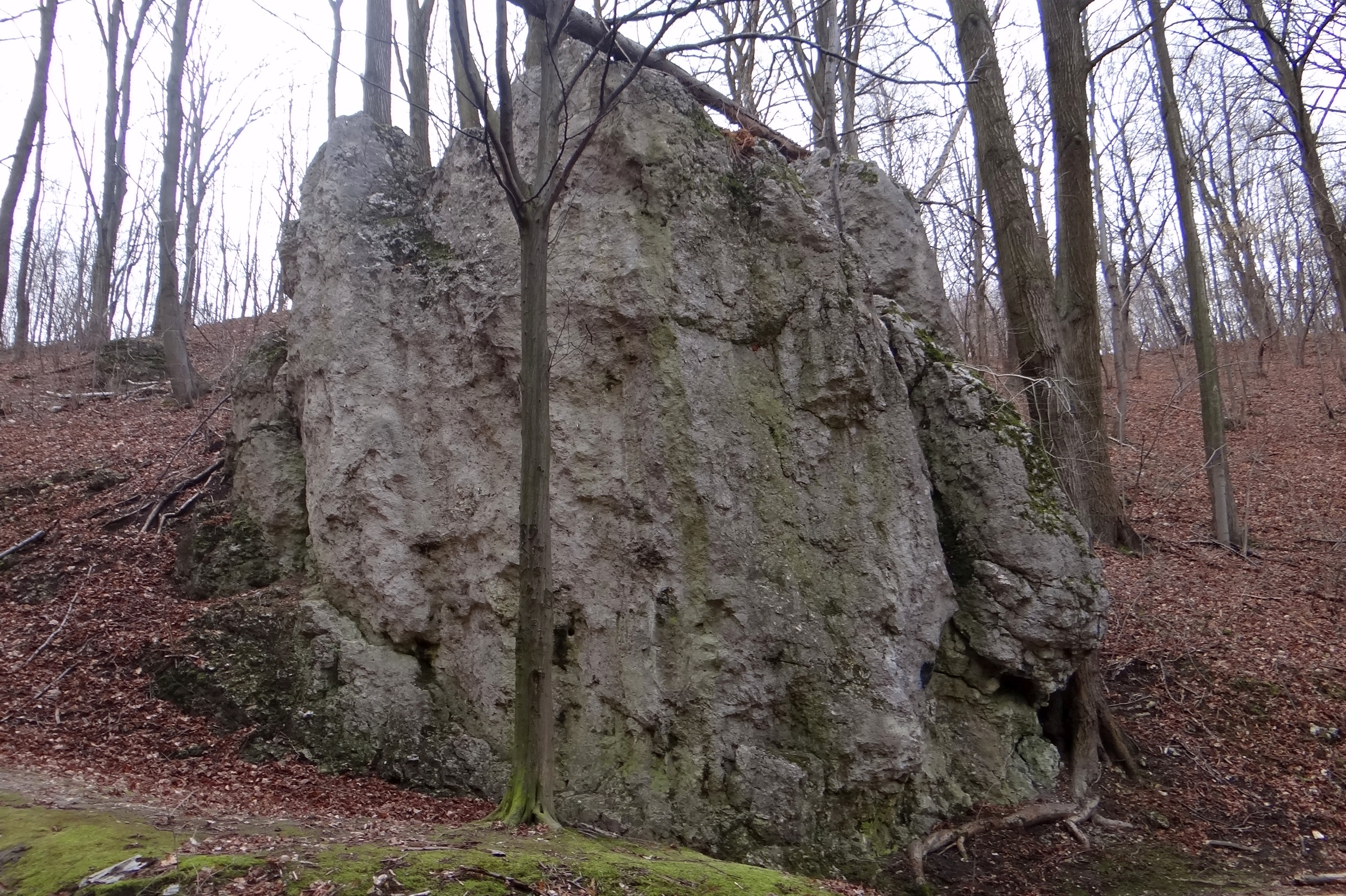

1. Przybloczek przydrożny; VI+/1, 2r +rz, 6 m
2. Buldel w lesie; VI+, 2r +rz, 6 m
3. Bonsai; VI.3, 3r +rz, 6 m